# 37692 Loribragg
37692 Loribragg este un asteroid din centura principală de asteroizi.

## Descriere
37692 Loribragg este un asteroid din centura principală de asteroizi. A fost descoperit pe 12 noiembrie 1995 la observatorul AMOS din Haleakala. Asteroidul prezintă o orbită caracterizată de o semiaxă mare de 2,92 ua, o excentricitate de 0,04 și o înclinație de 1,4° în raport cu ecliptica.